# Dodecahedron
Dodecahedron je nizozemski avangardni black metal-sastav iz Tilburga.

## Povijest sastava
Sastav je 2006. godine pod imenom Order of the Source Below osnovao gitarist Michel Nienhuis, a iduće godine mu se pridružuje klavijaturist Joris Bonis. Godine 2010. objavljuju digitalno dva singla, "Allfather" i "Vanitas", nakon čega potpisuju za izdavačku kuću Season of Mist te mijenjaju ime u Dodecahedron, u prijevodu dodekaedar, koji Platon u svom dijalogu Timej povezuje s petim elementom. Svoj prvi studijski album, Dodecahedron, objavljuju u siječnju 2012. godine. U ljeto 2015. započinju snimanje svog drugog studijskog albuma koji je objavljen u ožujku 2017. godine pod imenom Kwintessens.

## Članovi sastava
Trenutačna postava
- Ype Terwisscha van Scheltinga	- bas-gitara
- Jasper Barendregt - bubnjevi
- Joris Bonis - gitara, elektronički instrumenti
- Michel Nienhuis - gitara
- Michiel Eikenaar - vokal

Bivši članovi
- Dave van Beek - bas-gitara

## Diskografija
Studijski albumi
- Dodecahedron (2012.)
- Kwintessens (2017.)

## Vanjske poveznice
- Službena stranica  Arhivirana inačica izvorne stranice od 7. kolovoza 2019. (Wayback Machine)